# Alessandro Faiolhe Amantino Mancini
Alessandro Faiolhe Amantino Mancini (Ipatinga, 1 augustus 1980) is een Braziliaans voetballer. Hij voetbalde voor het laatst bij Villa Nova AC.
Mancini is een aanvallende middenvelder, maar hij kan ook op de flanken spelen. Hij is polyvalent en is meestal de man van de actie. Hij was in 2008 de eerste grote transfer van de nieuwe Inter-coach José Mourinho en is de tweede topspeler die Roma voor Inter verruilde in twee jaar tijd. Vorig jaar maakte Cristian Chivu dezelfde stap. Roma ontving 13 miljoen euro voor de Braziliaan.
Op 1 februari 2010 werd bekend dat hij het seizoen bij AC Milan af gaat maken. AC Milan huurt de speler deze periode en heeft tevens een optie tot koop. Bij AC Milan wordt Mancini herenigd met zijn landgenoten Dida, Thiago Silva, Ronaldinho en Pato. Milan besloot na afloop de aankoopoptie niet te lichten. Begin 2011 keerde hij terug bij Atlético Mineiro, de club waar hij zijn profdebuut maakte.

## Loopbaan
- 1998-2000 Atlético Mineiro
- 2000/2001 Portuguesa
- 2001 São Caetano
- 2001/2002 Atlético Mineiro
- 2002/2003 Venezia
- 2003-2008 AS Roma
- 2008-2011 Inter Milan
  - 2010 AC Milan (huur)
- 2011-2013 Atlético Mineiro
  - 2012 EC Bahia (huur)
- 2014 Villa Nova AC
- 2014-2015 América-MG
- 2016 Villa Nova AC

1 Júlio César ·
2 Mancini ·
3 Luisão ·
4 Juan ·
5 Renato ·
6 Gustavo Nery ·
7 Adriano ·
8 Kléberson ·
9 Luís Fabiano ·
10 Alex ·
11 Edu ·
12 Fábio ·
13 Maicon ·
14 Bordon ·
15 Cris ·
16 Dudu Cearense ·
17 Adriano C. ·
18 Júlio Baptista ·
19 Diego ·
20 Felipe ·
19 Ricardo Oliveira ·
20 Vágner Love ·
Coach: Parreira